# Pollanisus subdolosa
Pollanisus subdolosa là một loài bướm đêm thuộc họ Zygaenidae. Loài này có ở Victoria và from đông nam Queensland đến New South Wales.
Chiều dài cánh trước là 7.5-10.5 mm đối với con đực và 7–8 mm đối với con cái. Có hai lứa trưởng thành một năm.
Ấu trùng ăn Hibbertia scandens.

## Phụ loài
- Pollanisus subdolosa subdolosa Walker, 1865 (Victoria)
- Pollanisus subdolosa clara Tarmann, 2005 (tây nam Queensland to New South Wales)